# Holobentos
Holobentos - stały składnik bentosu, zwierzęta i rośliny, których cały cykl życiowy przebiega na dnie zbiornika wodnego. Zaliczane do holobentosu są nieliczne w środowisku wodnym organizmy żyworodne, zwłaszcza mejobentosowe, np. nicienie i małżoraczki.